# Nukulaelae
Nukulaelae egyike Tuvalu kilenc atolljának. A 2002-es népszámlálás adatai szerint 393 lakosa van. Ovális alakú, legalább 19 sziget tartozik hozzá.
A nagyobb szigetek:
| - Asia - Aula - Fangaua - Fenualago - Fetuatasi | - Kalilaia - Kavutu - Motala - Motualama - Motukatuli | - Motukatuli Foliki - Muliteatua - Niuoko - Tapuaelani - Teafatule | - Teafuafatu - Temotuloto - Temotutafa - Tumiloto |